# 新界東北綫
新界東北綫（英語：Northeast New Territories Line）為港鐵即將準備興建的鐵路支綫之一，原屬港鐵北環綫東延綫一部分，將連接東鐵綫原有的粉嶺站及香園圍。

## 歷史
2014年，運輸及房屋局公佈《鐵路發展策略2014》，正式落實興建連接屯馬綫錦上路站及東鐵綫古洞站的北環綫。當時已在文件中加入長遠延線構思，預留彈性以配合未來新界北各區，包括粉嶺北、坪輋及打鼓嶺的潛在發展。2021年10月，時任行政長官林鄭月娥在施政報告中提及，因應《北部都會區發展策略》，北環線主線確認將由古洞站向東延伸。
2023年10月，行政長官李家超在施政報告中提出，原先呈環狀的北環綫東延綫分拆出本綫，由香園圍途經坪輋及皇后山等地區連接東鐵線粉嶺站。。2024年12月，發展局公佈新界北新市鎮和馬草壟初步發展建議，包含鐵路的最新建議走線，暫定於部分新社區落成入伙後才竣工通車。

## 車站及接駁路綫
| 香園圍 | 香園圍 | 蓮塘口岸站   | █深圳地铁2号线 | 北區 | 規劃中 |
| 打鼓嶺 |        |              |                | 北區 | 規劃中 |
| 坪輋   | 坪輋   | 北環綫東延段 | 北環綫東延段   | 北區 | 規劃中 |
| 皇后山 |        |              |                | 北區 | 規劃中 |
|        | 粉嶺   | 東鐵綫       | 東鐵綫         | 北區 | 規劃中 |
| 论 编  |        |              |                |      |        |

## 外部連結
- 政府北部都會區交通基建網站 （页面存档备份，存于）